# Subiect (gramatică)
În sintaxa tradițională, subiectul este acea „parte principală de propoziție despre care se spune ceva cu ajutorul predicatului”, adică este purtătorul acțiunii, întâmplării, stării, existenței, caracteristicii calitative sau cantitative exprimate de predicat. Distingerea celor două părți de propoziție a fost făcută încă din Antichitate, pornind de la analiza structurii sintactice a limbajului de către diverși filosofi, cum ar fi Aristotel. De la el provine evidențierea cuplului subiect–predicat, definiția „despre ceea ce se spune ceva / ceea ce este spus”.
Încercările de a defini subiectul se fac prin raporturile sale cu predicatul, și nicio definiție nu este pe deplin satisfăcătoare, nici în cadrul unei singure limbi, și cu atât mai puțin există una generală. Grevisse și Goosse, autorii unei gramatici a limbii franceze, recomandă, dată fiind dificultatea de a defini subiectul, considerarea noțiunii de subiect un fel de postulat și identificarea sa prin întrebările care încep cu Qui est-ce qui ? „Cine?”, pentru persoane, și qu’est-ce qui ? „Ce?”, pentru ceea ce nu este persoană. Avantajul în franceză, față de română, este că și această din urmă întrebare se poate referi numai la subiect.
În cazul cel mai evident, subiectul este cel care efectuează o acțiune. În limbile cu declinare dezvoltată, subiectul exprimat printr-o parte de vorbire nominală este identificabil prin cazul său, care este totdeauna nominativul. De exemplu, în limba maghiară se distinge prin faptul că are desinența zero, pe când toate celelalte cazuri au o desinență efectivă. În gramatici ale unor asemenea limbi, în definiția subiectului gramatical se include chiar că este partea de propoziție care stă la cazul nominativ.
În alte cazuri, subiectul nu efectuează o acțiune, atunci când prin predicat, vorbitorul exprimă:
- faptul că se întâmplă sau nu se întâmplă ceva cu subiectul: ro  Mă doare capul[10];
- starea subiectului: hu  A gyerek rosszul van „Copilului îi este rău”[11];
- existența sau inexistența subiectului: fr  Il y aurait beaucoup de choses à dire „Ar fi multe lucruri de spus”[12];
- deținerea sau nedeținerea a ceva de către subiect: hr  Svi mi imamo posebne zadatke „Noi toți avem sarcini aparte”[13];
- identificarea sau neidentificarea subiectului cu ceva sau cineva: sr  Moj brat je inženjer „Fratele meu este inginer”[14];
- prezența sau absența unei însușiri a subiectului: ro  Ei sunt veseli[10];
- asocierea sau neasocierea unei cantități subiectului: hu  Az erdőben sok gomba van „În pădure sunt multe ciuperci”[11].

Subiect poate avea și un verb la un mod nepersonal, în general identic cu cel al predicatului:
- subiectul unui gerunziu: ro  Venind acasă, mama s-a culcat[10];
- subiectul unui infinitiv: fr  Je promets à Pierre de venir „Îi promit lui Pierre că voi veni”[15].

Verbul la un mod nepersonal poate avea și subiect propriu:
- subiectul unui gerunziu: ro  Venind mama, el a plecat[10];
- subiectul unui infinitiv, în același timp complementul indirect al verbului la mod personal: fr  Je dis à Pierre de sortir „Îi spun lui Pierre să iasă”[15];
- subiectul unui participiu: fr  Le chat parti, les souris dansent „Când pisica nu-i acasă, joacă șoarecii pe masă” (literal „Pisica plecată, șoarecii dansează”)[16].

## Subiect gramatical și subiect logic
În gramaticile tradiționale ale unor limbi, subiectul este considerat din două puncte de vedere, gramatical și logic. Din primul punct de vedere, subiectul este definit așa cum se vede la începutul articolului. Din al doilea, subiectul este punctul de plecare al judecății pe care o constituie propoziția. Aceste două puncte de vedere duc la distingerea noțiunii de subiect gramatical de cea de subiect logic.
În cazul în care subiectul este cel care efectuează o acțiune, distincția se face în primul rând în gramatici tradiționale ale limbilor în care predicatul poate fi la diateza activă și la diateza pasivă. Dacă predicatul este un verb activ, subiectul gramatical coincide cu subiectul logic, iar dacă acest verb este și tranzitiv, poate avea un complement direct, asupra căruia se răsfrânge acțiunea. Exemple:
- ro  Elevul citește[1];
- fr  Le vent a renversé le vieux chêne „Vântul a doborât stejarul cel bătrân”[21];
- en  The cat bit the dog „Pisica a mușcat câinele”[22].

Dacă predicatul este un verb tranzitiv la diateza pasivă, acțiunea este efectuată de un subiect logic, nedefinit și neexprimat prin cuvânt aparte, sau exprimat de un asemenea cuvânt, tratat în analiza sintactică de către gramatici tradiționale ale limbii române cu denumirea de complement de agent. În acest caz, acțiunea subiectului logic se răsfrânge asupra subiectului gramatical. Exemple:
- ro  Elevul este ascultat de profesor[1];
- fr  Le vieux chêne a été renversé par le vent „Stejarul cel bătrân a fost doborât de vânt”[21];
- en  The cat was chased by the dog „Pisica era gonită de câine”[22];
- hu  A vers a költő által olvastatik fel „Poezia este citită de către poet”[27].

Uneori, același verb tranzitiv poate fi predicatul a două propoziții cu același înțeles, una cu verbul la diateza activă, cealaltă cu acesta la diateza pasivă, ex. Eu am cumpărat cartea → Cartea a fost cumpărată de mine.
În unele gramatici, distincția subiect gramatical vs. subiect logic se face și în alte cazuri decât cel al predicatului pasiv.
În română, de exemplu, există verbe care pot fi folosite cu formă reflexivă, dar cu sens pasiv, eventual cu complement de agent, adică subiect logic: Blocurile se construiesc de către muncitori. Tot subiect logic este considerat și complementul indirect exprimat în unele construcții prin substantiv sau pronume în cazul dativ: Îi e somn copilului (somn – subiect gramatical, copilului –  subiect logic), Îmi vine amețeală (amețeală – subiect gramatical, îmi – subiect logic).
În limba franceză, verbul la modurile personale, în afară de imperativ, trebuie să aibă totdeauna subiect exprimat prin cuvânt aparte, inclusiv dacă este folosit impersonal. În acest caz există construcții de propoziții în care se distinge un subiect gramatical (numit și aparent) și unul logic, numit și real. Exemple:
Il est venu deux enfants „Au venit doi copii”, unde il (pronume personal) este subiectul gramatical, subiectul logic (real) fiind grupul nominal deux enfants.
Il faut partir „Trebuie să plecăm” – il, subiect gramatical; partir verb la infinitiv, subiect logic;
Ça ne suffit donc pas que tu te sois mis sur les bras cette sale grève ? „Nu-ți ajunge că ai luat asupra ta nenorocita asta de grevă?” (Émile Zola) – ça pronume demonstrativ, subiect gramatical; propoziția subordonată, subiect logic;
Vous n’avez pas la femme qu’il vous faut „Nu aveți soția care vă trebuie” – que pronume relativ, subiect logic; il, subiect gramatical;
Que s’est-il passé ? „Ce s-a întâmplat?” – que pronume interogativ, subiect logic; il, subiect gramatical.
Tot în gramatici franceze, denumirea de subiect logic se mai folosește și pentru cel al verbelor la un mod nepersonal, identic cu cel gramatical și totodată logic al verbului lor regent, ex. Étant souvent mal comprise, cette règle provoque de nombreuses erreurs „Fiind deseori greșit înțeleasă, această regulă provoacă numeroase erori”.
În afară de cazul construcției pasive, în gramatici ale limbii maghiare există de asemenea distincția subiect gramatical vs. subiect logic în unele construcții:
Nekem mennem kell „Eu trebuie să plec” (literal „Mie a pleca trebuie”), în care este considerat subiect logic pronumele personal nekem, la cazul dativ, iar subiect gramatical – mennem, verb la infinitiv cu sufix personal de persoana I singular. Această construcție se opune uneia ca a propoziției Én megyek „Eu plec”, în care subiectul logic coincide cu cel gramatical în cuvântul én „eu”;
A lánynak sok könyve van „Fata are multe cărți” (lit. „Fetei mult carte-sa este”) – a lánynak substantiv la dativ, subiect logic; könyve substantiv la nominativ cu sufix personal posesiv de persoana a III-a singular, subiect gramatical.

## Exprimarea subiectului
Subiectul este exprimat cel mai adesea printr-o parte de vorbire nominală:
- substantiv: ro  Copiii plângeau pe vatră (folclor)[1];
- pronume: hu  Ki kopog? „Cine bate la ușă?”[37];
- numeral: sr  Od cele družine ostao je samo jedan „Din tot echipajul a rămas numai unul”[7];
- orice cuvânt folosit ca un substantiv, de exemplu un adverb: fr  Demain est un jour de fête „Mâine este o zi de sărbătoare”[38].

Poate fi subiect și un verb la un mod nepersonal, precum infinitivul:
- ro  E greu a înțelege[39];
- fr  C’est à moi de parler „E rândul meu să vorbesc”[40];
- hr  Čekati je bilo teško „A aștepta a fost greu”[41];
- hu  Dohányozni tilos! „Fumatul interzis!” (literal „A fuma interzis!”)[42].

În maghiară, subiectul la infinitiv poate avea sufix personal, același care, adăugat unui substantiv, are rolul adjectivului posesiv din română. Prin urmare, cu infinitivul, acest sufix are rol de desinență, ex. Mennem kell „Trebuie să plec”.
În gramatici ale limbii române se menționează și subiect exprimat prin verb la gerunziu (Se aude tunând) sau la supin: E greu de înțeles.
În limbile, printre care și româna, în care verbul are desinențe personale distincte la toate sau aproape toate persoanele, nu este necesar să se exprime totdeauna subiectul printr-un cuvânt aparte. În acest caz, se spune că este neexprimat, fiind inclus în desinență. La persoanele I și a II-a, de regulă se omite subiectul exprimat prin pronume personal, în afară de cazul când vorbitorul vrea să-l scoată în evidență. Exemple:
- ro  Ai mâncat?[43] vs. Tu ești de vină[10];
- hr  Već sam i kaput bio obukao „Îmi îmbrăcasem deja și paltonul” vs. Ja sve čujem „Eu aud totul”[44];
- hu  „Elindultam szép hazámból” „Am pornit din țara mea frumoasă”[11] vs. Én megyek el „Eu plec”[37].

La persoana a III-a, de asemenea se poate omite subiectul exprimat prin cuvânt aparte, fiind inclus în desinența predicatului, care se referă la el, dacă a fost exprimat mai înainte în context: Copiii se joacă și se plimbă. Și pronumele personal de persoana a III-a se folosește pentru scoatere în evidență: hu  A lány lehajolt. Ő tudta, hogy a cetlit az asztal alatt kell keresni „Fata s-a aplecat. Ea știa că bilețelul trebuia căutat sub masă”.
În limbile lipsite de conjugare sau în care sunt prea puține desinențe personale, subiectul este de regulă exprimat printr-un cuvânt aparte. Astfel sunt engleza sau franceza, de exemplu. În aceasta din urmă, subiectul este aproape întotdeauna exprimat, în afară de cazul când predicatul este la imperativ. Și verbele impersonale trebuie să aibă un subiect gramatical exprimat prin pronumele personal de persoana a III-a masculin singular il sau pronumele demonstrativ neutru ça, chiar și în cazul verbelor care nu pot avea subiect, cu care este numit „subiect aparent”, ex. Il pleut „Plouă”. Cu verbele impersonale care pot avea subiect, numit „subiect real”, și il sau ça trebuie să fie prezent: Il est arrivé un malheur „S-a întâmplat o nenorocire”, Ça me paraît bizarre qu’elle n’ait rien dit „Mi se pare ciudat că (ea) n-a spus nimic”.
În unele gramatici și propoziția subiectivă este considerată simplu subiect (vezi exemplul precedent). Exemplu în limba engleză: That oil floats on water is a fact „Că uleiul plutește deasupra apei este un fapt”.
Se poate considera că subiectul este exprimat de mai multe ori decât o dată atunci când este și inclus, și exprimat prin cuvânt aparte (vezi mai sus), dar sunt și cazuri în care este exprimat de două ori prin cuvânt aparte, cu scop de scoatere în evidență. Într-o limbă ca româna, acesta este un fenomen rar (ex. Vine el tata), dar în franceză, de pildă, este frecvent:
- Mes parents, ils ont vendu leur maison „Părinții mei au vândut casa” – subiect exprimat prin substantiv și reluat prin pronume personal;
- Moi, je le connais „Eu îl cunosc” – subiect exprimat prin pronume personal de formă neaccentuată și anticipat prin corespondentul său de formă accentuată;
- Le pouvoir, ça se prend par la force „Puterea se ia cu forța” – subiect exprimat prin substantiv și reluat prin pronume demonstrativ neutru.

## Subiect determinat și nedeterminat
Subiectul este determinat atunci când este indicat precis. Subiectul nedeterminat poate fi neidentificat în mod voit de către vorbitor sau neidentificabil. Mai poate fi și general, când ceea ce exprimă predicatul se poate raporta la orice persoană. Uneori este greu de distins tipul de subiect nedeterminat. Acesta poate fi exprimat prin diverse mijloace, care pot depinde și de limbă, prin:
- un pronume nehotărât:

- fr  pronumele on:

On ne sait jamais ! „Nu se știe niciodată!” (subiect general);
Tous les ans, on organise une fête à l’école „În fiecare an se organizează o serbare la școală” (subiect neidentificat);
- fr  Quelqu’un a téléphoné ? „A dat telefon cineva?”;
- hu  Senki sem sírja ki a szemét a más szerencsétlenségén „Nimeni nu plânge pentru nefericirea altcuiva”;

- un substantiv cu sens general:

- hu  Tudja az egész világ „Știe toată lumea”, Az ember soha sem tudhatja, mi lesz „Nu poți ști niciodată ce-o să fie” (literal „Omul nu poate ști…”);

- forma de persoana a II-a singular a predicatului:

- ro  Cum îți vei așterne, așa vei dormi;
- hu  Szólj igazat, betörik a fejed (literal „Spune adevărul, (ei) îți sparg capul”) (proverb);

- forma de persoana a III-a singular sau plural a predicatului:

- la diateza activă:

- ro  Sună de ieșire, Au adus marfă;
- fr  Ils ont dit à la radio qu’il allait y avoir de l’orage „Au spus la radio că va fi furtună”;
- hu  Amint fújják, úgy táncol „Joacă cum i se cântă”;

- la diateza pasivă (fără complement de agent):

- ro  Aici au fost constuite două blocuri;
- fr  Une nouvelle bibliothèque va être construite ici „Va fi construită aici o nouă bibliotecă”;

- la forma reflexivă a verbului:

- ro  Aici se doarme bine, Aici s-au construit două blocuri;
- fr  Comment ça s’écrit ? „Cum se scrie asta?”;

- forma de persoana I plural a predicatului:

- ro  Nu trăim ca să mâncăm, ci mâncăm ca să trăim;
- hu  Árnyékáért becsüljük a vén fát „Prețuim copacul cel bătrân pentru umbra sa”.

## Structura subiectului
Din punctul de vedere al structurii sale, subiectul poate fi simplu, când este exprimat printr-un singur cuvânt sau, în unele limbi, o parte de vorbire nominală precedată de un articol, un verb la un mod nepredicativ precedat de o prepoziție sau de un pronume reflexiv. Exemple:
- ro  S-a auzit strigând[1];
- hu  Fáj a lábam „Mă doare piciorul”[6];
- fr  C’est un plaisir de bavarder avec vous „E o plăcere să se stea de vorbă cu dumneavoastră”[40];
- fr  Se voir ainsi arrêté désespérait Glenarvan „A se vedea oprit astfel îl ducea pe Glenarvan la disperare” (Jules Verne)[57].

Este numit subiect complex de către Constantinescu-Dobridor 1998, cel exprimat printr-o parte de vorbire cu sens lexical suficient, precedată de un adverb fără funcție sintactică, de precizare, de întărire sau de exclusivitate, considerat în alte gramatici o parte de vorbire aparte numită modalizator sau particulă: Chiar eu l-am văzut, Tot lemnul este mai bun, Numai Ștefan îl poate convinge.
Există și subiect numit dezvoltat, format dintr-o parte de vorbire nominală și un verb la un mod nepredicativ: ro  Nu-i cine povesti, E greu de ajuns cosmonaut. În gramatici ale limbii maghiare se consideră că în acest caz, verbul poate fi numai unul copulativ: Minden körülmények között muszáj becsületes maradni „În orice împrejurări trebuie să rămâi cinstit”.
Subiectul mai poate fi și multiplu, adică format din două sau mai multe cuvinte în raport de coordonare între ele. Exemple:
- ro  „...încet-încet, pocnetele și strigătele s-au pierdut, s-au stins” (Ioan Alexandru Brătescu-Voinești)[1];
- hu  Péter és Mari csak egymással sakkozik „Péter și Mari joacă șah numai între ei”[59].